# Волис (Тексас)
Волис (енгл. Wallis) град је у америчкој савезној држави Тексас. По попису становништва из 2010. у њему је живело 1.252 становника.

## Демографија
Према попису становништва из 2010. у граду је живело 1.252 становника, што је 80 (6,8%) становника више него 2000. године.
| Група             | 2000.       | 2010.       |
| Белци             | 723 (61,7%) | 698 (55,8%) |
| Афроамериканци    | 161 (13,7%) | 182 (14,5%) |
| Азијати           | 0 (0,0%)    | 5 (0,4%)    |
| Хиспаноамериканци | 274 (23,4%) | 348 (27,8%) |
| Укупно            | 1.172       | 1.252       |